# 집으로 가는 길 (2009년 드라마)
《집으로 가는 길》은 2009년 1월 12일부터 2009년 6월 26일까지 방영된 한국방송공사 1TV 일일연속극이다.
이금림 작가가 건강상의 이유로 집필을 중단한 뒤 《미우나 고우나》의 공동 작가인 최형자 작가와 《난 네게 반했어》의 박지숙 작가가 뒤를 이어서 각본을 작성하였다.
캐스팅 과정에서 유민수역으로 윤상현, 엄기준, 한상진 등이 언급되었으나, 모두 개인사정으로 고사하여 심형탁이 캐스팅되었다. 전작 <너는 내 운명> 출연진에 속했던 장용이 다시 투입되었다.

## 캐스팅
유건영 주변 인물
- 박근형: 유건영 역
- 반효정: 국효순 역
- 장용: 유용준 역
- 윤여정: 남순정 역
- 심형탁: 유민수 역
- 조여정: 서미령 역
- 이상우: 유현수 역
- 박혜원: 유지수 역
- 양희경: 숙자 역

유용선 주변 인물
- 이대연: 박칠남 역
- 임예진: 유용선 역
- 김소영: 박신애 역

한수인 주변 인물
- 장신영: 한수인 역
- 한진희: 한대훈 역
- 이보희: 오선영 역
- 김유리: 한수미 역
- 최민환: 한주호 역

모델스토리 인물
- 정재순: 장윤주 역
- 김병선: 송진경 역
- 김주환: 황성태 역

드리머즈 인물
- 유형관: 오영길 역
- 윤시후: 배형태 역
- 정수영: 김민경 역

기타
- 오타니 료헤이: 아키다 히로[5] 역
- 유효정: 유팀장 역
- 원종례
- 맹봉학
- 강초희: 신영주 역
- 유연미: 은지 역
- 차재돌: 현희 역
- 송민형: 미령의 아버지 역
- 김정하: 미령의 어머니 역